# قلعه‌بردی (اندیکا)
قلعه‌بردی، از توابع بخش آبژدان شهرستان اندیکا آثار باستانی از دور هخامنشی در جا هست واقع دراستان خوزستان ایران است.

## تاریخچه
«قلعه بردی» ساختمان بزرگی است که در زمان هخامنشی احداث شد و قدمت آن حدود ۲ هزار و ۷۰۰ سال تخمین زده شده است.[۱]
این قلعه تاریخی که در شهرستان اندیکا قرار دارد اولین اقامتگاه دایمی قوم پارس و زادگاه اصلی کوروش هخامنشی در ایران بوده است.[۲]
پیشینه مطالعاتی مجموعه «قلعه لیت» و «قلعه بردی» به زمان رومن گیرشمن، باستان‌شناس فرانسوی، می‌رسد. وی در زمان فعالیت‌اش در ایران بازدیدی از قلعه‌های «لیت» و «بردی» داشت و از این قلعه‌ها به عنوان آثار شاخص و منحصربفرد منطقه یاد می‌کند و از «قلعه بردی» به ‌عنوان زادگاه کوروش نام می‌برد.[۳]
از قلعه بردی در:
قلعه‌ «بردی» به‌ عنوان نخستین پایگاه قوم پارسیان اهمیت خاصی داشت[۴]
در واقع از همان زمان بود که میزان حساسیت و علاقه مردم نیز با اظهار نظر گیرشمن بیشتر می‌شود تا جایی که پس از تشکیل اداره میراث فرهنگی در شهرستان بسیاری از مردم از مدیر اداره میراث فرهنگی اندیکا خواهان رسیدگی به آثار و محوطه‌های تاریخی موجود در این منطقه می‌شوند.[۵]
صفه قلعه بردی با وجود بناهای دیگری چون بردنشانده و سرمسجد در حوزه مسجدسلیمان – اندیکا که دارای الگوی تقریبا مشابهی از نظر ساختار کلی هستند، به عنوان سازه‌ای منحصر به فرد محسوب می‌‌شود که تاکنون حتی عرصه و حریم آن به طور قانونی و براساس ضوابط سازمان میراث فرهنگی کشور مشخص نشده است.[۶]
این امر موجب شده ساکنان منطقه از سطح اثر به عنوان زمین کشاورزی استفاده و در نتیجه تخریب‌های قابل توجهی بر پیکره آن وارد کنند.[۷]
همچنین از سنگ‌ها و مصالح بنا برای ساخت و سازهای خانه‌ها و تاسیسات روستای مجاور بهره گیرند.[۸]
عوامل پیش‌گفته به همراه عوامل فرسایش طبیعی و گذر زمان موجب شده آسیب‌های فراوانی بر پیکره این بنای ارزشمند وارد شود.[۹]